# Toluol-2,6-diisocyanat
Toluol-2,6-diisocyanat ist eine chemische Verbindung aus der Gruppe der organischen Isocyanate. Technisches Toluoldiisocyanat ist eine Mischung aus Toluol-2,4-diisocyanat und Toluol-2,6-diisocyanat.

## Eigenschaften
Toluol-2,6-diisocyanat ist eine farblose bis gelbliche, wenig flüchtige, sehr schwer entzündliche Flüssigkeit mit stechendem Geruch. In Wasser ist sie unter Hydrolyse löslich. Die Verbindung kann z. B. bei Kontakt mit Basen heftig polymerisieren.

## Verwendung
Toluol-2,6-diisocyanat wird zur Herstellung von photographischen Materialien, Textilhilfsmitteln, Schmierstoffen, Ölfeldchemikalien, Explosivstoffen und Raketentreibstoffen verwendet. Es ist ein Zwischenprodukt zur Herstellung von Polyurethanen, Polyethern und Polyestern.

## Sicherheitshinweise
Toluol-2,6-diisocyanat ist als krebserzeugend der Kategorie 2 eingestuft.